# Guestia gonetropospora
Guestia gonetropospora är en svampart som beskrevs av G.J.D. Sm. & K.D. Hyde 2001. Guestia gonetropospora ingår i släktet Guestia och familjen kolkärnsvampar.   Inga underarter finns listade i Catalogue of Life.